# Foulgou
Ne doit pas être confondu avec Foulgo.
Foulgou est une localité située dans le département de Dori de la province du Séno dans région Sahel au Burkina Faso.